# Гастлер (Вісконсин)
Гастлер (англ. Hustler) — селище (англ. village) в США, в окрузі Джуно штату Вісконсин. Населення — 162 особи (2020).

## Географія
Гастлер розташований за координатами 43°52′38″ пн. ш. 90°15′57″ зх. д. / 43.87722° пн. ш. 90.26583° зх. д. (43.877099, -90.265804).  За даними Бюро перепису населення США в 2010 році селище мало площу 1,78 км², уся площа — суходіл.

## Демографія
Згідно з переписом 2010 року, у селищі мешкали 194 особи в 84 домогосподарствах у складі 45 родин. Густота населення становила 109 осіб/км².  Було 89 помешкань (50/км²).
Расовий склад населення:
| - 97,9 % — білих - 0,5 % — азіатів |

До двох чи більше рас належало 1,5 %. Частка іспаномовних становила 1,5 % від усіх жителів.
За віковим діапазоном населення розподілялося таким чином: 22,2 % — особи молодші 18 років, 53,1 % — особи у віці 18—64 років, 24,7 % — особи у віці 65 років та старші. Медіана віку мешканця становила 46,2 року. На 100 осіб жіночої статі у селищі припадало 84,8 чоловіків;  на 100 жінок у віці від 18 років та старших — 86,4 чоловіків також старших 18 років.
Середній дохід на одне домашнє господарство  становив 41 309 доларів США (медіана — 33 750), а середній дохід на одну сім'ю — 54 373 долари (медіана — 46 667). За межею бідності перебувало 9,6 % осіб, у тому числі 7,5 % дітей у віці до 18 років та 21,2 % осіб у віці 65 років та старших.
Цивільне працевлаштоване населення становило 63 особи. Основні галузі зайнятості: освіта, охорона здоров'я та соціальна допомога — 33,3 %, виробництво — 28,6 %, роздрібна торгівля — 15,9 %, оптова торгівля — 4,8 %.